# Síndrome d'Eisenmenger
La síndrome d'Eisenmenger és defineix com el procés en què una derivació cardíaca esquerra-dreta de llarga durada causada per un defecte cardíac congènit (generalment: comunicació interventricular, comunicació interatrial, persistència del conducte arteriós) provoca hipertensió pulmonar i una inversió del gradient de la derivació, donant lloc a una derivació dreta-esquerra i a la consegüent cianosi. Gràcies al garbellament fetal amb ecocardiografia en estadis primerencs, la incidència de defectes cardíacs que donen lloc a una síndrome d'Eisenmenger s'ha reduït.
La síndrome d’Eisenmenger pot causar complicacions greus en mares embarassades, malgrat que els registres suggereixen un part reeixit. La mortalitat materna oscil·la entre el 30 % i el 60 %, i s’associa a episodis de desmais, la formació de coàguls sanguinis a les venes que viatgen llargues distàncies, la hipovolèmia, tos amb sang o preeclàmpsia. La major part de les morts tenen lloc durant les primeres setmanes després del part. Les dones embarassades amb la síndrome d’Eisenmenger convé hospitalitzar-les a partir de les vint setmanes d’embaràs - o abans, en cas de produir-se un deteriorament clínic.

## Signes i símptomes
- Els signes i símptomes de la síndrome d’Eisenmenger inclouen els següents:
- Cianosi (coloració blava de la pell produïda per la manca d’oxigen)
- Recompte elevat de glòbuls vermells
- Dit de baqueta de timbal (acropàquia)
- Pèrdua de consciència (síncope)
- Insuficiència cardíaca
- Ritme cardíac anormal
- Trastorns hemorràgics
- Tos amb sang
- Dèficit de ferro
- Infeccions (endocarditis i pneumònia)
- Problemes renals
- Ictus
- Gota (rares vegades) deguda a l’augment de la reabsorció i producció d’àcid úric amb excreció deteriorada
- Càlculs biliars

## Causes
Hi ha un gran nombre de defectes cardíacs congènits que poden causar la síndrome d’Eisenmenger, que inclouen els defectes septals interauriculars, els defectes septals interventriculars, els conducte arteriós permeable, i més tipus de cardiopaties acianòtiques més complexes.

## Patogènesi
La raó per la qual la síndrome d’Eisenmenger sovint apareix més endavant a la vida s’explica per mitjà de les alteracions en la fisiologia normal del cor i les respostes desadaptatives que es produeixen al llarg del temps. El costat esquerre del cor, el més gran i fort, ha de generar l’alta pressió necessària per subministrar sang a la circulació sistèmica extensa i d’alta resistència. En canvi, el costat dret del cor, el més petit, ha de generar una pressió molt més baixa per poder fer passar la sang a través de la circulació pulmonar, de baixa resistència i d’alta compliància. Els pulmons són capaços d’aconseguir aquesta circulació de baixa resistència, en gran manera, perquè l’extensió de la circulació pulmonar és menor i la major part dels circuits estan en paral·lel, en lloc de en sèrie. En cas d’haver un defecte anatòmic significatiu entre els dos costats del cor, com ara un forat o una bretxa, es produirà una derivació fent que la sang flueixi pel gradient normal de pressió del costat esquerre al dret. La quantitat de sang derivada és proporcional a la mida del defecte i el volum de sang bombada d’esquerra a dreta de la bretxa és un percentatge del cabal cardíac (CO) previst del ventricle esquerre. Clínicament, un índex o percentatge baix de CO expulsat a través d’una derivació és innocu; un índex o percentatge alt de CO expulsat a través d’una derivació esquerra-dreta anuncia la fisiologia d’Eisenmenger. La derivació esquerra-dreta de sang resulta en un flux sanguini anormalment alt i una pressió dirigida cap a la circulació cardíaca dreta, donant lloc d’una manera gradual a canvis desadaptatius que en última instància resulten en hipertensió pulmonar. L’augment del volum i la pressió sanguínia del costat dret provoca una cascada de danys patològics als delicats capil·lars pulmonars, fent que el teixit cicatricial els substitueixi gradualment. La cicatriu (teixit pulmonar mort) no contribueix a la transferència d’oxigen, disminuint per tant el volum útil de la vasculatura pulmonar. El teixit cicatricial també proporciona menys flexibilitat i compliància que el teixit pulmonar normal, causant més augments en la pressió arterial pulmonar, i el cor debilitat ha de bombar més fort per continuar subministrant als pulmons, provocant danys a més capil·lars. És a causa d’aquesta resposta desadaptativa que a l’inici de l’aparició de la síndrome d’Eisenmenger els danys es consideren irreversibles, fins i tot, si el defecte cardíac subjacent es corregeix després d’aquest fet. Finalment, a causa de l’augment de la resistència i la disminució de la compliància de les venes pulmonars, les pressions pulmonars elevades provoquen la hipertròfia del miocardi del costat dret del cor (RVH en anglès).L’aparició de la síndrome d’Eisenmenger comença quan la hipertròfia ventricular dreta fa que la pressió cardíaca del costat dret superi la del costat esquerre, provocant la inversió del flux sanguini a través de la derivació, és a dir, la sang es mou del costat dret del cor a l’esquerre. Com a conseqüència, la sang desoxigenada que torna del cos evita els pulmons a través de la derivació invertida i procedeix directament a la circulació sistèmica, causant cianosi i danys als òrgans. El defecte, ara una derivació dreta-esquerra, provoca la reducció de la saturació d’oxigen a la sang arterial a causa de la barreja de la sang oxigenada que torna dels pulmons i la sang desoxigenada que torna de la circulació sistèmica. Els ronyons detecten aquesta disminució de la saturació que resulta en un augment compensatori en la producció d’eritropoetina i un augment en la producció de glòbuls vermells en un intent d’augmentar el subministre d’oxigen. A mesura que la medul·la òssia estimula l’eritropoiesi, augmenta tant el recompte sistèmic de reticulòcits com el risc de síndrome d'hiperviscositat. Els reticulòcits com a glòbuls vermells madurs són menys eficients pel que fa al transport d’oxigen i menys deformables, causant un desequilibri en el trànsit a través dels llits capil·lars. Això contribueix a la mort dels llits capil·lars pulmonars. Una persona amb la síndrome d’Eisenmenger està paradoxalment subjecta a la possibilitat tant de sagnat incontrolat a causa dels capil·lars danyats i la pressió elevada com de coàguls espontanis deguts a la hiperviscositat i estasi de la sang.

## Diagnòstic
A través de l’estudi per ecografia que mostra la derivació dreta-esquerra. Cateterisme per a l'avaluació de la pressió arterial pulmonar, si és dos terços de la pressió sistèmica, això impedirà la reparació dels defectes.

## Tractament
Si el defecte que instiga el cor s’identifica abans que causi una hipertensió pulmonar, pot reparar-se normalment per mitjà d’una cirurgia, prevenint la malaltia. Després de la hipertensió pulmonar és suficient per invertir el flux sanguini a través del defecte. No obstant això, la desadaptació es considera irreversible, i un trasplantament de cor-pulmó o un trasplantament de pulmó amb reparació del cor és l'única opció curativa.
El trasplantament és la darrera opció terapèutica i només en pacients amb pronòstic i qualitat de vida precaris. El moment i l’adequació del trasplantament encara són decisions difícils. Els intervals de supervivència de 5 a 10 anys oscil·len entre el 70 % i 80 %, 50 % i 70 %, 30 % i 50 %, respectivament. Atès que l’esperança de vida mitjana dels pacients després d’un trasplantament de pulmó és tan baixa com el 30 % als 5 anys, el pacients amb un estat funcional raonable pel que fa a la síndrome d’Eisenmenger han millorat la supervivència amb l’atenció mèdica conservadora en comparació amb el trasplantament. S’estan investigant diversos medicaments i teràpies per al tractament dels símptomes de la hipertensió pulmonar. Es recomanen els filtres d’aire per a línies intravenoses per a persones amb la síndrome d’Eisenmenger que han estat hospitalitzades per reduir el risc d’introducció accidental d’aire a les venes a causa de l’augment del risc d’embòlia aèria paradoxal. Si s’introdueix aire a les venes i aquest viatja a través del defecte septal interventricular cap a la circulació arterial, pot produir-se un ictus.

## Etimologia
El Dr. Paul Wood va anomenar la síndrome d’Eisenmenger en honor al Dr. Victor Eisenmenger que va descriure per primera vegada aquesta malaltia l’any 1897.